# Dueville
Dueville är en ort och kommun i provinsen Vicenza i regionen Veneto i Italien. Kommunen hade 13 860 invånare (2018).